# Hepatocyt
Hepatocyt, komórka wątrobowa – wieloboczna komórka, stanowiąca podstawowy element strukturalny miąższu wątroby. Hepatocyty tworzą ok. 80% masy tego narządu. Rozmiary ok. 20–30 µm.

Ułożenie komórek w wątrobie.

## Budowa
W hepatocycie wyróżnia się:
- biegun naczyniowy
- biegun żółciowy (tworzący błonę kanalika żółciowego)[1]

Ze względu na mnogość funkcji hepatocyty są szczególnie bogate w organelle komórkowe:
- jądro komórkowe (diploidalne lub poliploidalne)
- mitochondria
- lizosomy
- peroksysomy
- retikulum endoplazmatyczne
- rozwinięty aparat Golgiego

## Funkcje
Funkcje spełniane przez hepatocyty to udział w:
- metabolizmie białek
- metabolizmie lipidów
- metabolizmie węglowodanów
- metabolizmie żelaza, miedzi, witamin
- procesach detoksyfikacji, metabolizmie leków oraz substancji obcych dla organizmu
- produkcji albumin, niektórych globulin oraz fibrynogenu
- produkcji żółci